# Eliana Medina
Eliana Medina (Marcos Juárez, Córdoba, 28 de febrero de 1987) es una jugadora de futsal y exjugadora de fútbol argentina. Es la capitana del equipo de futsal de San Lorenzo. También fue jugadora de la selección femenina de futsal argentino.
Con los 24 campeonatos que obtuvo en futsal, es reconocida como la jugadora más ganadora de la historia del torneo de futsal femenino que organiza la AFA. También fue la histórica capitana del plantel de fútbol 11 de San Lorenzo donde se desempeñó como mediocampista ofensiva hasta enero de 2024 cuando anunció su retiro de la disciplina.En abril de 2019, Eliana Medina y Macarena Sánchez fueron las dos primeras jugadoras en firmar un contrato profesional en Argentina.
Si bien se suele decir que Leandro Romagnoli es el jugador más ganador de la historia de San Lorenzo, hay quienes dicen que en realidad la más ganadora es Eliana por los 27 campeonatos de AFA que ostenta entre las dos disciplinas que practica en el club, quintuplicando los que obtuvo el "Pipi".

## Clubes
| Club                                 | País      | Año           |
| ------------------------------------ | --------- | ------------- |
| Club Villa El Panal                  | Argentina | -             |
| Club Atlético Independiente          | Argentina | 2001-2003     |
| Club Atlético San Lorenzo de Almagro | Argentina | 2003-presente |

## Palmarés

### Campeonatos nacionales de Fútbol
| Título             | Club        | País      | Año      |
| ------------------ | ----------- | --------- | -------- |
| Primera División A | San Lorenzo | Argentina | Ap. 2008 |
| Primera División A | San Lorenzo | Argentina | 2015     |
| Primera División A | San Lorenzo | Argentina | Ap. 2021 |

### Campeonatos nacionales de Futsal

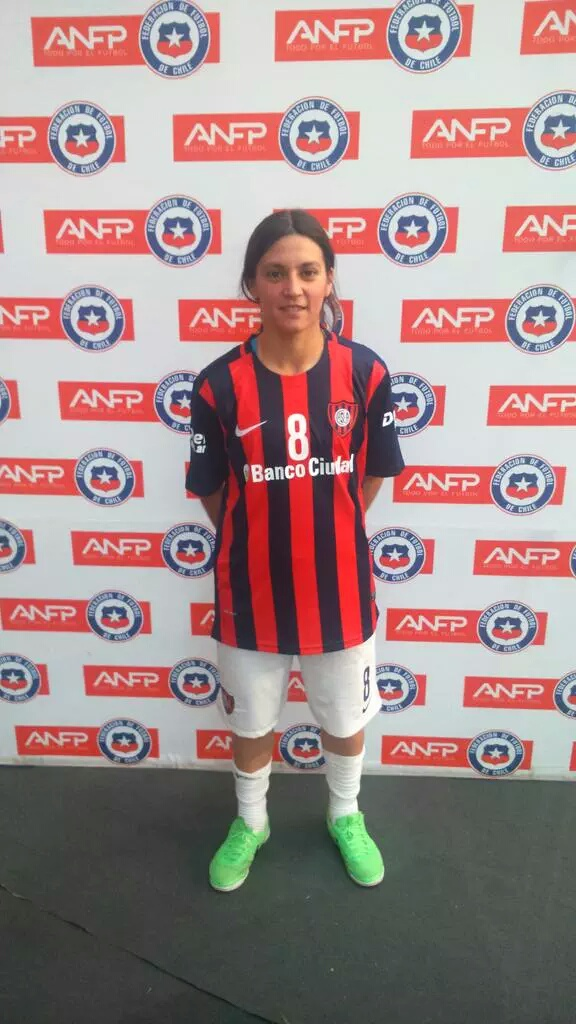
Eliana Medina, elegida la mejor jugadora del primer partido disputado por San Lorenzo en la fase de grupos de la Copa Libertadores de futsal femenino 2015.

| Título               | Club        | País      | Año  |
| -------------------- | ----------- | --------- | ---- |
| Torneo 2005          | San Lorenzo | Argentina | 2005 |
| Torneo 2006          | San Lorenzo | Argentina | 2006 |
| Torneo Clausura 2008 | San Lorenzo | Argentina | 2008 |
| Torneo Apertura 2008 | San Lorenzo | Argentina | 2008 |
| Torneo Anual 2008    | San Lorenzo | Argentina | 2008 |
| Torneo Clausura 2009 | San Lorenzo | Argentina | 2009 |
| Torneo Apertura 2009 | San Lorenzo | Argentina | 2009 |
| Torneo Anual 2009    | San Lorenzo | Argentina | 2009 |
| Torneo Clausura 2010 | San Lorenzo | Argentina | 2010 |
| Torneo Clausura 2011 | San Lorenzo | Argentina | 2011 |
| Torneo Apertura 2011 | San Lorenzo | Argentina | 2011 |
| Torneo Anual 2011    | San Lorenzo | Argentina | 2011 |
| Torneo Apertura 2012 | San Lorenzo | Argentina | 2012 |
| Torneo Anual 2012    | San Lorenzo | Argentina | 2012 |
| Torneo Apertura 2013 | San Lorenzo | Argentina | 2013 |
| Torneo 2015          | San Lorenzo | Argentina | 2015 |
| Torneo 2016          | San Lorenzo | Argentina | 2016 |
| Torneo Clausura 2017 | San Lorenzo | Argentina | 2017 |
| Torneo Anual 2017    | San Lorenzo | Argentina | 2017 |
| Copa Argentina 2018  | San Lorenzo | Argentina | 2018 |
| Supercopa 2019       | San Lorenzo | Argentina | 2019 |
| Liga Nacional 2019   | San Lorenzo | Argentina | 2019 |
| Supercopa 2021       | San Lorenzo | Argentina | 2021 |
| Copa de Oro 2024     | San Lorenzo | Argentina | 2024 |

### Campeonatos internacionales de Futsal
| Título               | Equipo      | Sede     | Año  |
| -------------------- | ----------- | -------- | ---- |
| Copa Mujer y Deporte | San Lorenzo | Santiago | 2012 |

## Reconocimientos
- Premio Alumni - Jugadora destacada de futsal femenino (2015).[16]
- Estatuilla de Plata - Premio Jorge Newbery en la terna Futsal A.F.A. (2016)[17][18][19][20]